# Вестерс, Карел
Антониюс Каролюс (Карел) Вестерс (нидерл. Antonius Carolus "Karel" Vesters; родился 9 января 1941 года, Утрехт) — нидерландский футболист, игравший на позициях нападающего и полузащитника, выступал за команды «Аякс», НАК, «Харлем» и ДВС.

## Клубная карьера

### «Аякс»
Карел Вестерс выступал за футбольный клуб РКАВИК из Амстелвена, перед тем как перейти в молодёжный состав «Аякса». В начале июня 1960 года 19-летний футболист подписал с клубом контракт. Дебют Вестерса в чемпионате Нидерландов состоялся 15 июня в матче против ПСВ из Эйндховена. Карел сыграл на позиции крайнего нападающего, а его команда сыграла вничью 2:2, упустив победу в концовке встречи. В своём первом сезоне он сыграл 2 матча в чемпионате.

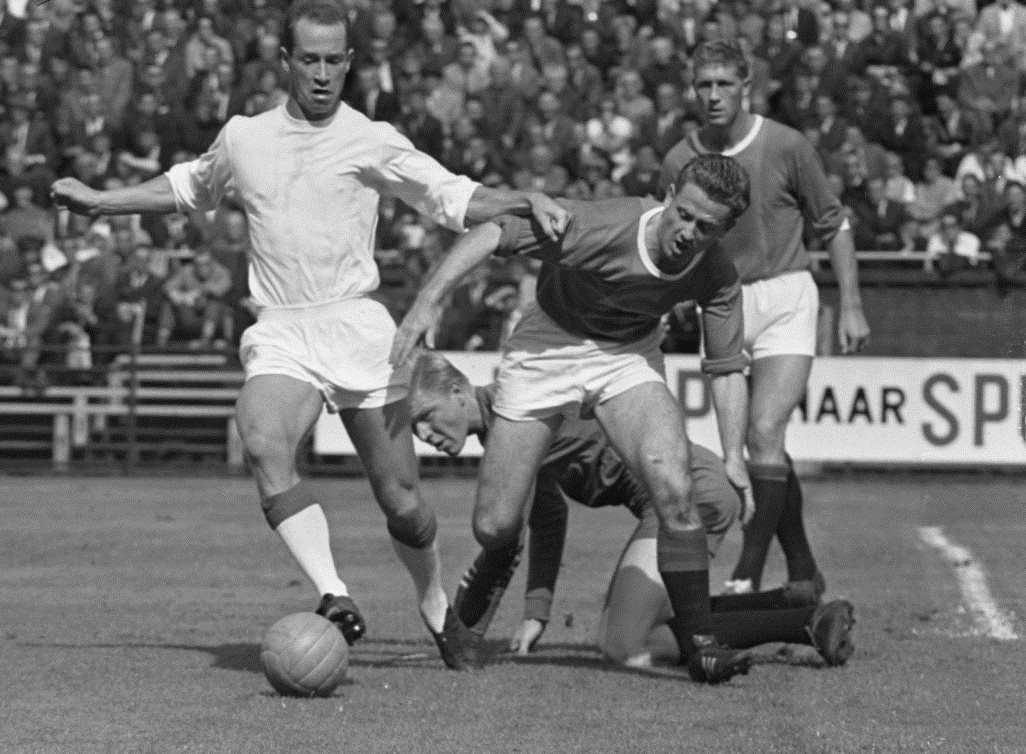
Вестерс (слева) в матче «Аякс» — АДО в сентябре 1963

С 1960 по 1962 год проходил службу в армии, за этот период он неоднократно вызывался в военную сборную Нидерландов, за которую также играли его одноклубники Ян Селен и Тон Пронк, и был участником двух чемпионатов мира среди военнослужащих. В 1961 году Карел отправился в составе сборной на свой первый турнир, который проходил в Турции. На чемпионате в Анкаре его команда заняла 4-место, уступив в матче за третье место сборной Франции. Год спустя в аналогичном турнире сборная Нидерландов успешно преодолела первый групповой этап, но во втором групповом этапе команда заняла последнее четвёртое место и не смогла выйти в финальную часть чемпионата.
В июле 1962 года, после длительного перерыва, Вестерс вернулся в основной состав «Аякса», отыграв полный матч с «Нанси» в Кубке Интертото. 12 августа он забил гол в товарищеском матче с английским «Шеффилд Уэнсдей». 7 октября Карел впервые в сезоне вышел в стартовом составе в матче чемпионата, но затем не играл на протяжении семи месяцев. При главном тренере Йозефе Грубере он редко выходил на поле — в том сезоне Вестерс сыграл во всех турнирах 9 матчей и забил 4 гола.
В июле 1963 года команду возглавил английский тренер Джек Роули, именно с его приходом Карел стал игроком основы. В сезоне 1963/64 он провёл в чемпионате 26 матчей, забив в них 5 голов. «Аякс» по итогам сезона занял только пятое место в чемпионате.
В мае 1964 года сразу двенадцать футболистов клуба были выставлены на трансфер, в том числе Вестерс, Аудерланд и Петерсен. Интерес к 23-летнему игроку проявляла «Спарта». По мнению президента клуба Яна Мелхерса, Карел технически одарённый, но недостаточно сильный. Вскоре Мелхерс ушёл в отставку, а Вестерс остался в команде, однако после очередной смены тренера футболист чаще оказывался среди запасных. В мае 1965 года он вновь был выставлен на трансфер.

### НАК
В июле 1965 года было объявлено о переходе Карела Вестерса и Пета Петерсена в клуб первого дивизиона НАК из города Бреда. В первом сезоне Карел сыграл 15 матчей в чемпионате, но забитыми голами не отметился. Его команда заняла третье место в чемпионате и вернулась в высший дивизион. Летом 1966 года Карел мог перейти в «Блау-Вит».

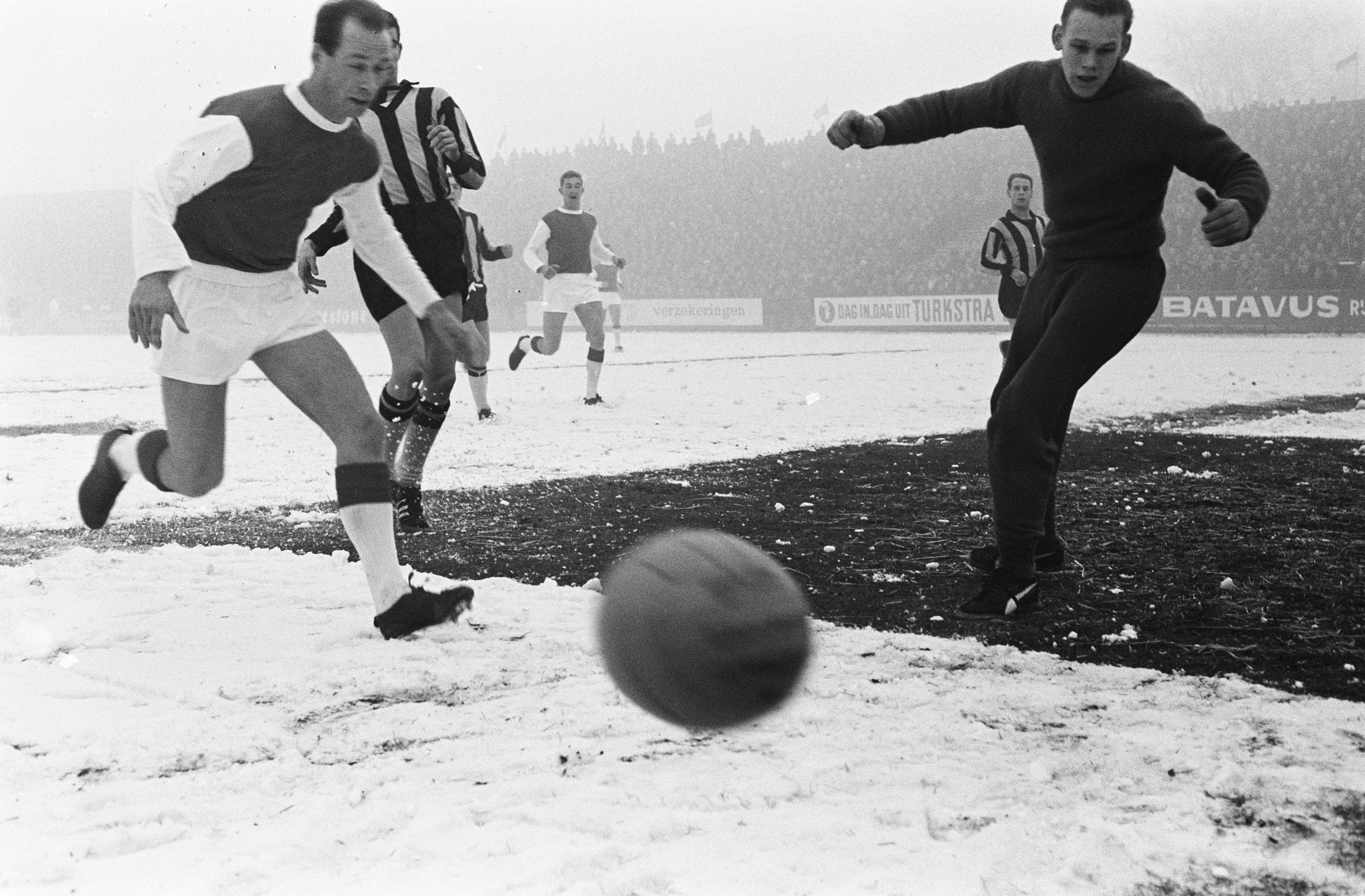
Карел (слева) в матче «Аякс» — НАК в декабре 1963

В своём втором сезоне он сыграл 26 матчей и забил 3 гола в чемпионате, играя в основном в полузащите. В кубке страны футболисты НАК’а дошли до финала турнира, в котором встретились с амстердамским «Аяксом». Встреча состоялась 7 июня 1967 года на стадионе «Де Мер» — хозяева поля открыли счёт в середине второго тайма, а за несколько минут до конца матча Вестерс сравнял счёт и перевёл игру в дополнительное время. На 106-й минуте гол Класа Нюнинги принёс «красно-белым» победу — 2:1.
Через неделю после финала кубка Карел попросил выставить его на трансфер. В октябре того же года НАК смог договориться с игроком о новом контракте — всё это время Вестерс находился в Амстердаме и тренировался в клубе «Блау-Вит». В феврале 1968 года он впервые в сезоне появился в матче чемпионата. В сезоне 1967/68 на его счету было пять матчей — 4 в чемпионате и 1 в кубке страны. Летом 27-летний полузащитник был выставлен на трансфер.

### «Харлем» и ДВС
В июле 1968 года перешёл в клуб «Холланд Спорт» из Гааги. Так и не сыграв ни одного матча в чемпионате за «Холланд Спорт», Карел спустя год отправился в клуб «Харлем» из одноимённого города. В июле 1969 года он заявил, что не играл полтора года, но тренировался в своём бывшем клубе РКАВИК. После перехода в новую команду Карел на одной из тренировок повредил ахиллово сухожилие, выбыв на неопределённый срок. Лишь спустя 18 месяцев игрок вернулся в строй. В составе «Харлема» Вестерс дебютировал 22 ноября 1970 год в матче против бывшего клуба НАК и отметился забитым голом. В пятнадцати матчах того сезона он забил 2 гола, а его команда заняла последнее место в чемпионате и покинула высший дивизион страны. В июле 1971 заключил контракт с амстердамским клубом ДВС.

## Личная жизнь
Карел родился в январе 1941 года в Утрехте. Отец — Йоаннес Антониюс (Ян) Вестерс, был родом из Вюгта, мать — Каролина Мария (Лили) Зец, родилась в городе Бреда. Родители поженились в июле 1933 года в Хертогенбосе, с 1935 года они проживали в деревне Мартенсдейк. В январе 1946 года семья Вестерса поселилась в Амстердаме по адресу Линнауспарквег 150, а ещё через пять лет переехала в Амстелвен.
Женился в возрасте двадцати четырёх лет — его супругой стала Ирен Михилсен, уроженка Амстердама. Их брак был зарегистрирован 20 сентября 1965 года. После женитьбы поселились в Бреде, но поскольку жена не смогла привыкнуть к новому месту жительства, то через два года они переехали в Амстелвен.

## Статистика по сезонам
| Клуб             | Сезон            | Чемпионат Нидерландов | Чемпионат Нидерландов | Кубок Нидерландов | Кубок Нидерландов | Кубок Интертото | Кубок Интертото | Итого | Итого |
| Клуб             | Сезон            | Игры                  | Голы                  | Игры              | Голы              | Игры            | Голы            | Игры  | Голы  |
| ---------------- | ---------------- | --------------------- | --------------------- | ----------------- | ----------------- | --------------- | --------------- | ----- | ----- |
| Аякс             | 1959/60          | 2                     | 0                     | 0                 | 0                 |                 |                 | 2     | 0     |
| Аякс             | 1962/63          | 6                     | 2                     | 2                 | 2                 | 1               | 0               | 9     | 4     |
| Аякс             | 1963/64          | 26                    | 5                     | 5                 | 1                 | 5               | 1               | 36    | 7     |
| Аякс             | 1964/65          | 4                     | 0                     | 1                 | 0                 |                 |                 | 5     | 0     |
| Аякс             | Итого            | 38                    | 7                     | 8                 | 3                 | 6               | 1               | 52    | 11    |
| НАК              | 1965/66          | 15                    | 0                     | 3                 | 0                 |                 |                 | 18    | 0     |
| НАК              | 1966/67          | 26                    | 3                     | 4                 | 1                 |                 |                 | 30    | 4     |
| НАК              | 1967/68          | 4                     | 0                     | 1                 | 0                 |                 |                 | 5     | 0     |
| НАК              | Итого            | 45                    | 3                     | 8                 | 1                 |                 |                 | 53    | 4     |
| Харлем           | 1970/71          | 15                    | 2                     | 0                 | 0                 |                 |                 | 15    | 2     |
| Харлем           | Итого            | 15                    | 2                     | 0                 | 0                 |                 |                 | 15    | 2     |
| ДВС              | 1971/72          | 1                     | 0                     | 0                 | 0                 |                 |                 | 1     | 0     |
| ДВС              | Итого            | 1                     | 0                     | 0                 | 0                 |                 |                 | 1     | 0     |
| Всего за карьеру | Всего за карьеру | 99                    | 12                    | 16                | 4                 | 6               | 1               | 121   | 17    |